# Болотная длиннохвостая камышовка
Болотная длиннохвостая камышовка (лат. Megalurus palustris) — вид воробьиных птиц из семейства сверчковых (Locustellidae), единственный в роде длиннохвостых камышовок (Megalurus). Выделяют три подвида. Ранее его помещали в семейство Sylviidae. До июля 2018 года в род включали 10 видов, позже в результате филогенетического исследования в роду остался только один вид.
Это шумная и заметная птица, часто обращает на себя внимание криком, сидя в траве, кустах или на проводах. Верхняя часть головы и верхняя часть груди в полосках.
Обитает в следующих странах: Бангладеш, Вьетнам, Индия, Индонезия, Камбоджа, Китай, Лаос, Малайзия, Мьянма, Непал, Пакистан, Таиланд и Филиппины, обладая обширным ареалом. Размер же популяции неизвестен, и, несмотря на некоторые опасения, МСОП присвоил виду охранный статус «Вызывающие наименьшие опасения» (LC).